# Vanessa Torres
Vanessa Torres (* 17. Juli 1986 in Anaheim, Kalifornien) ist eine ehemalige US-amerikanische Profiskateboarderin. Sie zeigte ihr Können in Videos wie AKA: Girl Skater und gewann 2003 als erste Frau eine Goldmedaille bei den X-Games im Skateboarding. Zudem ist sie eine der Hauptfiguren im Videospiel Tony Hawk’s Proving Ground als die dritte weibliche Skaterin, die in der Serie auftritt.
Anfänglich von der Firma Element gesponsert, wechselte Torres zu Meow Skateboards, einem kleineren, ausschließlich von Frauen betriebenen Unternehmen, das ihr eine größere kreative Freiheit ermöglichte. Weitere Sponsoren waren oder sind Kingswell, Vans, Chpo Brand und Gnarhunters.

## Biografie
Vanessa Torres wurde 1986 geboren und wurde im Jahr 2000 Profi-Skateboarderin. 2001 erzielte sie den 1. Platz bei dem Slam City Jam in der Disziplin „Girls Street“. Torres hatte lange Zeit ohne Sponsoren Erfolg: 2003 gewann sie das erste X-Games-Streetevent für Frauen (damals noch Park genannt) und erreichte dort 2004 Silber. Zusätzlich gewann sie 2003 und 2004 jeweils Gold beim Slam City Jam. Nachdem sie aufgehört hatte Alkohol zu trinken gelang ihr die Rückkehr auf das Podium (Bronze bei den X-Games 2015 und 2016).
Beim Dreh ihres Parts in dem Video Quit Your Day Job erlitt sie im September 2016 ihre bislang schwerste Verletzung: Sie wurde bei einem Trick auf einem Street-Rail gefilmt, dabei riss das rechte Kreuzband und zerstörte ihren Meniskus. Sie musste sich daraufhin einer rekonstruktiven Operation unterziehen.

### Persönliches
Torres ist eine der bekanntesten offen lesbischen Skateboarderinnen, die in diesem Sport erfolgreich waren.

## Erfolge
- 2001: Slam City Jam, Girls Street, Vancouver (Kanada), 1. Platz
- 2003: X-Games, Women’s Skateboard Park, Los Angeles (USA), 1. Platz
- 2003: Slam City Jam, Girls Street, Vancouver (Kanada), 1. Platz
- 2004: X-Games, Women’s Skateboard Street, Los Angeles (USA), 2. Platz
- 2004: Slam City Jam, Girls Street, Vancouver (Kanada), 1. Platz
- 2015: X-Games, Women’s Skateboard Street, Austin (USA), 3. Platz
- 2016: X-Games, Women’s Skateboard Street, Austin (USA), 3. Platz